# 散水ノズル
散水ノズル（さんすいノズル、英: watering nozzle）は、水などの流体が通る（配管）の先端部分のスクリーンに細工が施されたり、場合によっては水流の制御ができる機能を持つ機器。用途、種類は多様。
散水ノズルには、用途（家庭用、園芸家用、農業用）、特性（水の出方）、さらには、本体の材料（金属、非金属）により、豊富な種類の構造のものがある。一般家庭においては、ガーデニングのみならず、洗車やエクステリア洗浄等にも対応できるものや、農業用には育苗、蔬菜、花卉栽培等に適したものなどもあり、多彩な種類と価格帯が見受けられる。

## 基本要素
散水ノズルはパイプ（管）と接続し、配管系を形成することで、はじめて流体を流すことができるようになる。散水ノズルは、流体の通路の先端部分であるスクリーン（噴板）を必ず有する。またスクリーンにはパッキンが付帯するのが多く、握り手部分に繋がる。場合によっては水流を開閉することのできる停止機構（ストップレバーやコック等と呼称されることが多い）。さらに、出水の状態（ストレート状、霧状、如露状。シャワー状など）を可変操作できるダイヤル等と呼ばれる部分が付加されているものもある。構成基本要素として、噴板(screen)及び持ち手 (handleないしはgrip)、場合により停止引き手（stop lever)や出停水装置（dial)、さらにパッキング (packing)、パッキング押え (gland) 等の小部品によって構成される。
材質は真鍮や銅、ポリ塩化ビニルなどが用いられる。スクリーン部分の穴径のサイズは噴霧特性において極めて重要である。

## 主な散水ノズルの種類
- ショットガン型
- 如露（ないしは如雨露）型

### 材質による散水ノズルの違い
散水ノズルの形状は様々であるが、現在の主流となっているのは、ポリ塩化ビニル製のショットガン型であろう。各社において開発研究や試作が行われ量産化や実用化され、比較的廉価で量販店等で入手できる。水圧を調整して洗車等にも好適なように工夫されたものもある。ただ、割れやすく漏水しやすいと指摘されている。